# Teimoc Johnston-Ono
Teimoc Jonston-Ono (ur. 26 lipca 1955 w Nowym Jorku) – amerykański judoka. Olimpijczyk z Montrealu 1976, gdzie zajął trzynaste miejsce w wadze średniej.
Uczestnik turniejów krajowych i międzynarodowych.

## Letnie Igrzyska Olimpijskie 1976
| Konkurencja | Rundy eliminacyjne   | Rundy eliminacyjne     | Klas. końcowa |
| Konkurencja | Przeciwnik I         | Przeciwnik II          | Miejsce       |
| ----------- | -------------------- | ---------------------- | ------------- |
| 80 kg       | Abinem Dara (MLI) WO | Jurek Jatowitt (AUT) P | 13.           |